# Platycis minuta
Platycis minuta là một loài bọ cánh cứng trong họ Lycidae. Loài này được Fabricius miêu tả khoa học năm 1787.

## Hình ảnh

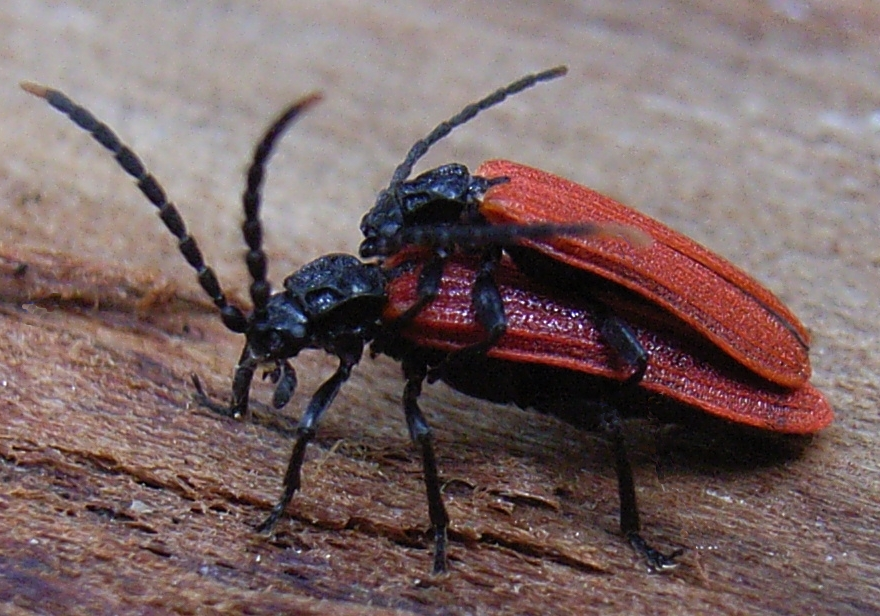
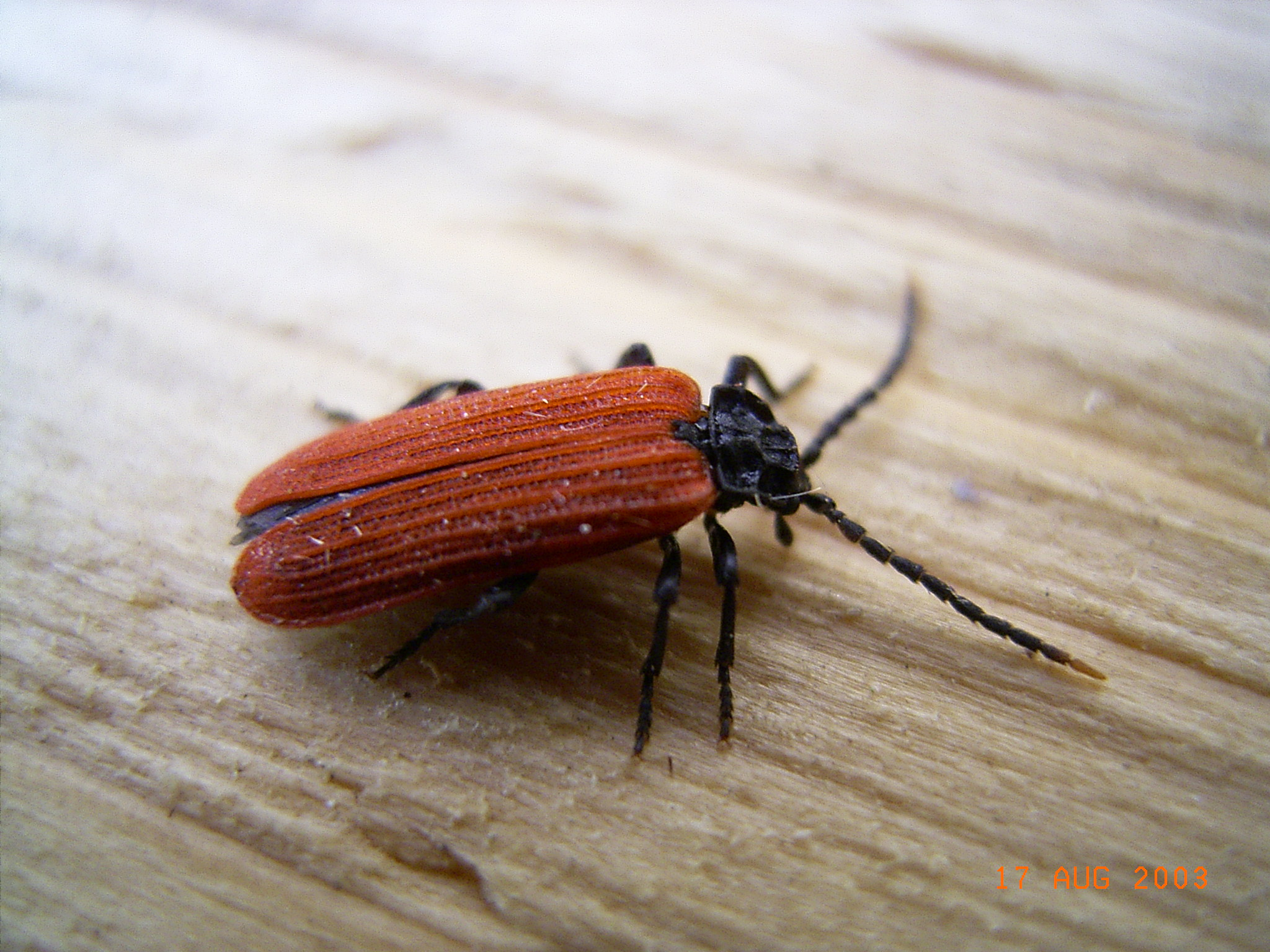
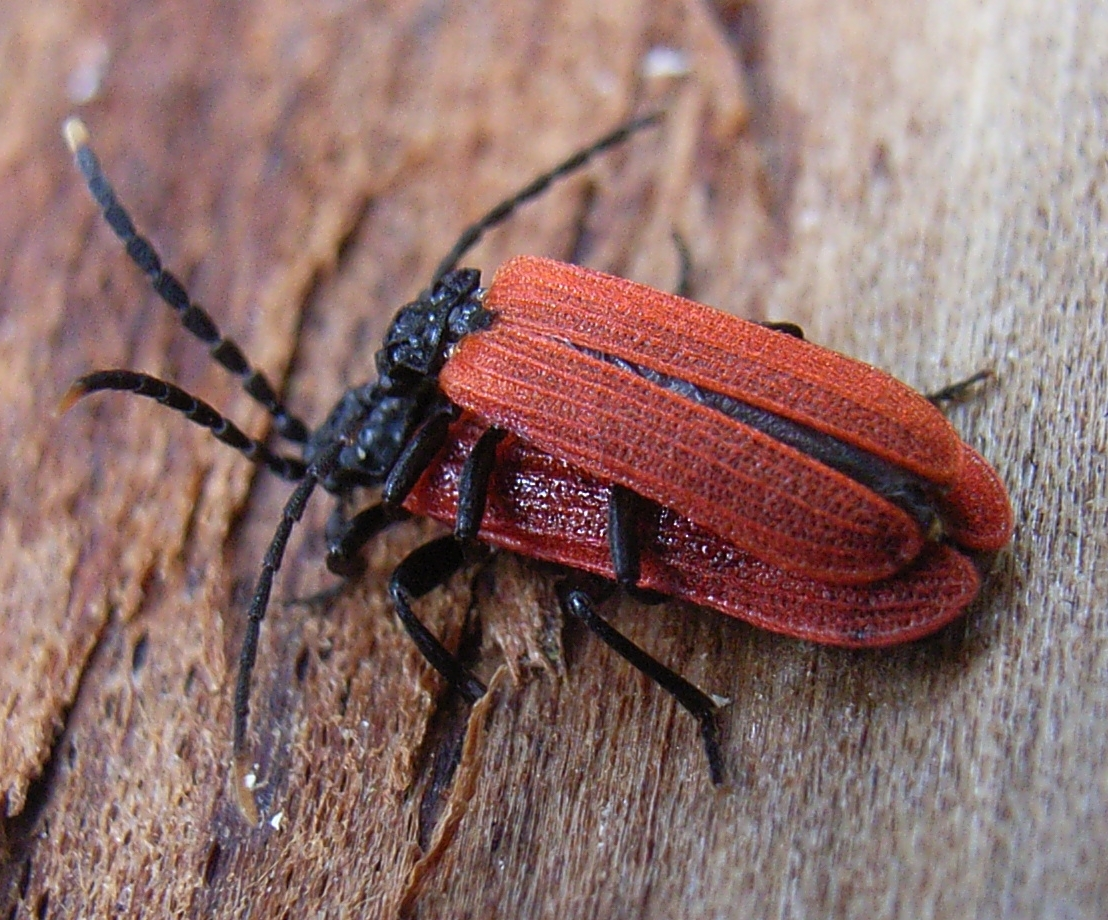
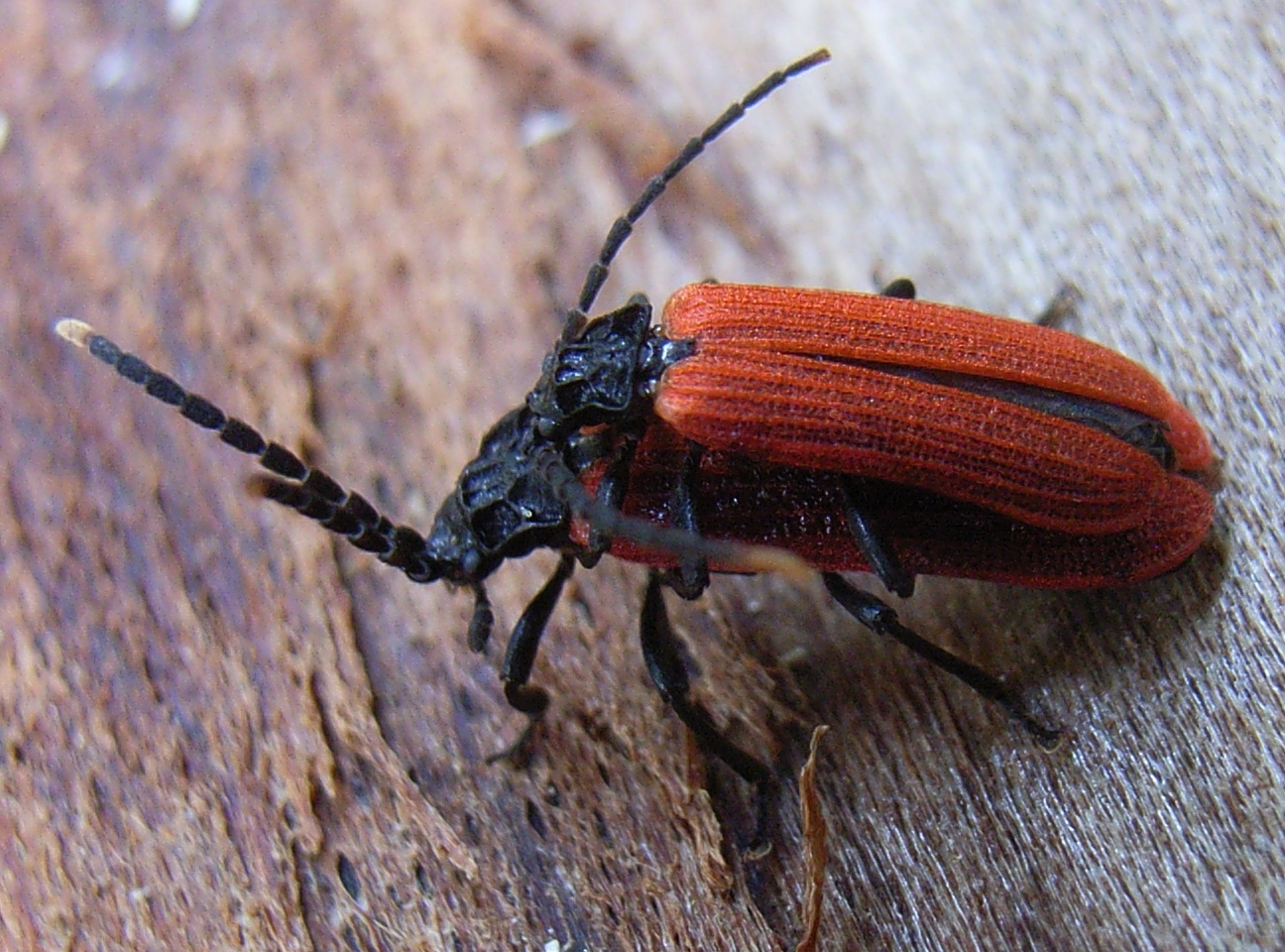